# Cizico (mitologia)
Nella mitologia greca, Cizico (in greco antico: Κύζιχος?) era figlio di Oineo (già compagno di Eracle) e di Enete, a sua volta figlia del nobile trace Eussoro e dunque sorella dell'eroe Acamante, che da vecchio avrebbe partecipato alla guerra di Troia.

Sua moglie Clite era invece la sorella di Arisbe (prima moglie di Priamo) e di Adrasto e Anfio, i re di due città della Troade, anch'essi coinvolti in seguito in difesa dei troiani.

## Il mito
Cizico regnava pacificamente sulla popolazione dei Dolioni: salito al trono ancora adolescente, prese subito in sposa Clite (o Clita), figlia dell'indovino Merope di Percote. Egli dominava l'intera penisola di Arto dove si notava fra l'altro l'alto monte Dindimo. Suo padre gli aveva dato lo stesso nome della capitale del regno. Per il buon giovinetto tutti prospettavano un regno lungo e felice: ma le cose andarono diversamente.

### Argonauti

#### Il benvenuto
Il re si era appena sposato quando Giasone e compagni approdarono sulle rive della sua penisola: per l'amicizia che aveva unito il defunto padre a uno degli Argonauti, Eracle, invitò tutti loro a partecipare alla festa nuziale. Durante la notte gli eroi furono attaccati da certi giganti che lesti ricacciarono. Il giorno dopo decisero di ripartire.

#### Il tragico ritorno
Il vento di nord est decise di rinviare il viaggio degli argonauti, allora in preda alla tempesta cercarono di tornare sulla penisola di prima, ma apparentemente non riuscirono nell'impresa, approdando infine su una spiaggia deserta, in una notte senza luna.
Qui furono improvvisamente assaliti da guerrieri armati di tutto punto: essi riuscirono a  respingere l'attacco uccidendo alcuni degli assalitori. Tornata la calma si accorsero di essere approdati di nuovo sulla penisola e che fra le vittime c'era anche Cizico, che li aveva scambiati per pirati.

#### La ripartenza
Sofferenti per la morte del re adolescente gli Argonauti celebrarono le dovute esequie con giochi funebri, come si usava a quel tempo. Mopso riuscì intravedendo nei segni del cielo a comprendere che era la madre terra Rea la colpevole di tutto. Infatti i giganti che avevano affrontati prima erano i figli della dea, e anche Cizico tempo addietro l'aveva fatta infuriare uccidendo un leone senza sapere che esso era a lei sacro. Placata la furia divina riuscirono a prendere di nuovo il viaggio.
L'uccisione del leone è probabilmente riferita al fatto che il culto di Rea era stato soppresso in favore di altre divinità.

### Dopo la morte
La moglie del re quando venne a sapere la triste notizia si tolse la vita (o, secondo una variante, morì di crepacuore), mentre le ninfe del bosco piansero fino a formare una fontana che prese il suo nome.
I Dolioni decisero di prolungare il lutto per un mese intero e presero di comune accordo l'idea di non accendere fuochi limitandosi a mangiare cibi crudi: usanza osservata anche in epoca post-mitica durante i Giochi Cizici.